# سفارة أوكرانيا في التشيك
سفارة أوكرانيا في التشيك هي أرفع تمثيل دبلوماسي لدولة أوكرانيا لدى التشيك. تقع السفارة في براغ وهي تهدف لتعزيز المصالح الأوكرانية في التشيك.

## وصلات خارجية
- الموقع الرسمي
- قائمة سفارات أوكرانيا
- قائمة السفارات في التشيك